# 卡魯河
卡魯河（語義：黑河，英語：Kalu River），是斯里蘭卡西南部的一條河流。幹流河長129 km（80 mi），發源於亞當峰，向西偏南流，於卡魯塔拉注入印度洋。黑河流經拉特納普勒區及卡盧特勒區，並經過拉特納普勒市。中央省的廣大森林與辛哈拉加森林保護區是該河主要的水源。